# Festivalul internațional Lucian Blaga
Festivalul internațional Lucian Blaga a luat naștere la inițiativa poetului Horia Bădescu, membru al  Societății Culturale Lucian Blaga, fondată în noiembrie 1990, la Cluj. Membrii fondatori ai societății, scriitori și oameni de cultură clujeni, au vrut să construiască un loc pe care să-l recunoască toată lumea drept cel mai potrivit pentru a găzdui și coordona exegeza blagiană națională și internațională. Organizarea Festivalului Internațional Lucian Blaga a venit ca un pas firesc. Prima ediție a Festivalului a avut loc un an mai târziu, respectiv în 1991. Până acum au avut loc 20 de ediții succesive ale Festivalului, care au reunit la Cluj exegeți de prim rang din țară și din străinătate.
Festivalul Internațional Lucian Blaga începe, de obicei, cu un moment inaugural la bustul marelui poet, în fața Bibliotecii Centrale Universitare din Cluj, urmat de deschiderea festivă. În cadrul edițiilor acestui Festival au avut loc sesiuni de comunicări pe secții: literatură și filosofie,recitaluri de poezie, vernisaje, expoziții de artă plastică, lansări de carte și piese de teatru.La sfârșit sunt atribuite o serie de premii ale Festivalului participanților. Fiecare ediție marchează lansarea unui nou volum din Meridianele Blaga și Caietele de poezie.

## Țări participante
În cadrul Festivalului au participat o sumedenie de invitați de peste hotare din Albania, Anglia, Austria, Belgia, Bulgaria, China, Corea, Franța, Germania, Grecia, India, Israel, Italia, Iugoslavia, Japonia, Lituania, Macedonia, Republica Moldova, Polonia, Senegal, Serbia, Spania, SUA, Suedia, Turcia, Ucraina, Ungaria etc. Acestora li s-au alăturat și invitați din țară veniți din Alba Iulia, Arad, Bacău, Baia Mare, Brașov, București, Constanța, Craiova, Hunedoara, Iași, Oradea, Pitești, Satu Mare, Sibiu, Târgu Mureș, Timișoara etc.

## Laureați
Marele Premiu al Festivalului: Gerard Bayo (Franța), Marc Quaghebeur (Belgia), Dominique Daguet (Franța), Charles Carrère (Senegal), Slavko Almășan (Novi Sad), Dan Laurențiu (București), Srba Ignatovici(Serbia), Ileana Mălăncioiu (București), Valeriu Anania (Cluj-Napoca), Aurel Rău (Cluj-Napoca), Carolina Ilica (București), Marta Petreu, Adrian Popescu(Cluj-Napoca), Ion Mircea (București), Jeannine Baude (Franța), Philippe Jones (Belgia), Dorli Blaga.
Premiul OPERA OMNIA: Geo Bogza, George Uscătescu, Eugenio Coseriu, Eugen Todoran, Ioan Alexandru, Fănuș Neagu, Eugen Simion, Nicolae Balotă, Dumitru Radu Popescu.
Premiul pentru poezie: Dan Damaschin, Grigore Vieru, Arcadie Suceveanu, Adam Puslojic, Ion Cristofor, Radomir Andrici, Takashi Arima, Ion Miloș, Vasile Tărâțeanu, Leo Butnaru, Toma George Maiorescu, Anghel Dumbrăveanu, Ion Mureșan, Negoiță Irimie, Shaul Carmel, George Vulturescu, Ion Brad, Petre Got, John Balaban, Valentin Tașcu, Adrian Popescu, Emilian Galaicu-Păun, Iulian Filip, Lucian Vasiliu, Dumitru Cerna, Teofil Răchițeanu, Mihai Goțiu, Nicolae Prelipceanu, Horia Bădescu, Floarea Țuțuianu, Mariana Bojan, Marcel Mureșanu.
Premiul pentru exegeză blagiană: Mihai Cimpoi, D. Vatamaniuc, Ilie Pârvu, Ștefan Afloroaiei, Mihai Cimpoi, Ion Bălu, Cornel Ungureanu, Dumitru Irimia, Iosif Cheie-Pantea, Corneliu Mircea, Ion Pop, Marin Mincu, Traian Pop, Felicia Burdescu, Mircea Tomuș, Doina Modola, Rodica Marian, Mircea Muthu, Corin Braga, Gabriela Gabor, Lucia Cifor, Cornel Hărănguș, V. Fanache, Eugeniu Nistor, Florin Oprescu.
Premiul pentru ediții Blaga: Dorli Blaga, Daniela Tomescu, Georgeta Dimisianu, Stanoje Radulovici (Iugoslavia).
Premiul pentru răspândirea operei lui Blaga peste hotare; traduceri: Ion Milos, George Pișcoci-Dănescu, Serge Fauchereau, Brenda Walker, Adam Puslojic, Yves Broussard, Jean Poncet, Horia Bădescu, Leon Briedis, Kato Hitomi, Huigang Tien, Gabrielle Brustoloni, Stelian Apostolescu, Solo Juster, Mihai Cimpoi, Bruno Rombi, Ștefan Damian, Rudolf Windisch, Solo Har, Markus Manfred Jung, Costas Valetas, Alexandar Petrov, Guido Zavonne, Marinao Martin Rodrìguez.